# Martin Jedlička
Martin Jedlička (sinh ngày 24 tháng 1 năm 1998) là một thủ môn bóng đá Cộng hòa Séc hiện tại thi đấu cho FC DAC 1904 Dunajská Streda, mượn từ Mladá Boleslav.
Anh ra mắt cho Mladá Boleslav trong trận thua 0–3 tại Giải hạng nhất Séc trước Sparta Praha ngày 3 tháng 12 năm 2017. Trong màn ra mắt, anh ghi một bàn phản lưới nhà ở phút thứ 12 khi đánh giá sai đường chuyền của Eidar Civić, bóng đập vào cột dọc rồi đi vào lưới. Đây là bàn thắng đầu tiên của Giải hạng nhất Séc được xác nhận bằng video xem lại.